# Кикос (фильм)
Кикос (арм. Կիկոս) — советский короткометражный художественный фильм режиссёра Патвакана Бархударяна, снятый в 1931 году на студии Арменкино.
Экранизация одноименной повести Матвея Дарбиняна.
Премьера фильма состоялась 3 декабря 1931 года.

## Сюжет
Наивный, политически неграмотный армянский крестьянин Кикос во время Гражданской войны попеременно оказывается во враждующих лагерях, но в конце концов выбирает Красную Армию, борющуюся за права трудового народа.

## В ролях
- Амвросий Хачанян — Кикос
- Рачия Нерсесян — Арам
- Авет Аветисян — Мурад
- Е. Браше-Бархударян — дама
- Григорий Чахирьян — офицер
- Хачатур Абрамян — маузерист
- Сурен Кочарян — офицер
- А. Ашимова — Осан
- А. Папян — Вардуи
- Амасий Мартиросян — городской комендант
- К. Когамов — старшина
- Василий Ильин — Иван
- Михаил Гарагаш — учитель